# Dąbrowa (powiat tomaszowski)
Dąbrowa – wieś w Polsce położona w województwie lubelskim, w powiecie tomaszowskim, w gminie Krynice, o ok. 2 km na wschód od Krynic.
W latach 1975–1998 miejscowość należała administracyjnie do województwa zamojskiego.
Wieś jest sołectwem w gminie Krynice. Według Narodowego Spisu Powszechnego z roku 2011 wieś liczyła 227 mieszkańców.
Wierni Kościoła rzymskokatolickiego należą do parafii Wniebowzięcia Najświętszej Maryi Panny w Dzierążni.

## Części wsi
| SIMC    | Nazwa    | Rodzaj    |
| ------- | -------- | --------- |
| 0891720 | Dąbrówka | część wsi |